# Торможение в небесах
«Торможение в небесах» — советский художественный фильм Виктора Бутурлина 1989 года. Премьера состоялась в июле 1990 года. Фильм получил Гран-при на Международном кинофестивале в Страсбурге в 1992 году.

## Сюжет
Перестройка. Горбачёв совершает поездку по стране. Когда очередная местная партконференция заканчивается и генсек уезжает, первый секретарь обкома Махонин проводит беседу с членами партии. Он упрекает их, что на встрече они много говорили о местных проблемах, как то: плохое бетонное покрытие в аэропорту, заражённая ртутью рыба или дача в 3 этажа с вертолётной площадкой и арабской мебелью, найденная в тайге геологами. В зале поднимается шум, поскольку эти вопросы всё же заботят людей.
Съёмочная группа программы «Время», снимавшая в этом же помещении встречу с Горбачёвым, ещё не успела собрать всю аппаратуру и случайно сняла и этот эпизод «разбора полётов». Режиссёр программы «Время» считает, что это очень интересный материал и его нужно обязательно показать по ЦТ. Они садятся в самолёт до Москвы.
Секретарь обкома узнаёт об этом и принимает решение развернуть самолёт со 150 пассажирами, чтобы изъять плёнки. В самолёте появляются недовольные. Режиссёр программы «Время» догадывается, что скорее всего всё дело именно в её съёмочной группе. Она устраивает скандал и под её доводами и давлением командир экипажа решает развернуть самолёт обратно в Москву. Секретарь обкома на всякий случай отдаёт распоряжение сжечь дачу в тайге. Но вдруг оказывается, что второй пилот имеет хорошие отношения с одним из партийцев. Этот партиец налаживает связь с ним и обещает всевозможные награды. Пока командир экипажа спит, второй пилот снова меняет курс. Самолёт успешно приземляется. Все плёнки уничтожены.
Через какое-то время во время застолья секретарь обкома получает звонок с телевидения. Режиссёр объясняет ему, что хотя плёнки и уничтожены, телевизионщики всё же свои материалы всегда пишут сразу на две плёнки, чтобы не было брака. Не дожидаясь, когда сюжет о нём покажут по всесоюзной программе, секретарь Махонин созывает пленум, где заранее бичует себя и принимает всю вину за допущенные ошибки.

## В ролях
- Виктор Смирнов — Михаил Михайлович Махонин, секретарь обкома
- Нина Русланова — Валентина Лалитина, режиссёр программы «Время»
- Юрий Кузнецов — Алексей Митрофанович Куркин
- Виктор Цепаев — Павел Гнеушев
- Лев Борисов — Николай Иванович Езепов
- Игорь Никитин — Парамонов
- Юрий Мажуга — Иван Сергеевич Бареев (Тургенев)
- Борис Щербаков — Александр Васильевич Попов, командир экипажа
- Александр Фатюшин — Евгений Железов, второй пилот
- Евгений Поротов — Женя Бородов, член телевизионной группы
- Татьяна Григорьева — член телевизионной группы
- Лариса Леонова — секретарь Махонина
- Геннадий Ложкин — бортинженер
- Яков Степанов — авиадиспетчер
- Владимир Матвеев — авиадиспетчер

## Съёмочная группа
- Режиссёр — Виктор Бутурлин
- Сценаристы — Роман Солнцев, Виктор Бутурлин
- Оператор — Владимир Васильев
- Композитор — Виктор Кисин
- Художник — Владимир Банных

## Призы
- Гран-при Международного кинофестиваля в Страсбурге (1992)[1]